# Xã Liberty, Quận Warren, Indiana
Xã Liberty (tiếng Anh: Liberty Township) là một xã thuộc quận Warren, tiểu bang Indiana, Hoa Kỳ. Năm 2010, dân số của xã này là 896 người.